# 12 mars 1932
Le samedi 12 mars 1932 est le 72e jour de l'année 1932.

## Naissances
- Andrew Young, homme politique et militant américain pour les droits civiques
- Bob Houbregs (mort le 28 mai 2014), joueur canadien de basket-ball
- Don Drummond (mort le 6 mai 1969), chanteur de ska, joue du trombone, membre des "Skatalites"
- Odile Pierre, organiste et compositrice française
- Pierre Joliot, biologiste et biochimiste français
- Stanley Plotkin, médecin américain

## Décès
- Arthur Godbout (né le 13 décembre 1872), homme politique québécois
- Charles Gide (né le 29 juin 1847), économiste et historien français
- Ivar Kreuger (né le 2 mars 1880), homme d'affaires suédois
- John Allen Miner Thomas (né le 10 janvier 1900), écrivain américain
- Thierry Cazès (né le 3 juillet 1861), personnalité politique française

## Événements
- Découverte de l'astéroïde (1221) Amor